# Kalnujai
Kalnujai est un village de la Municipalité du district de Raseiniai en Lituanie. En 2001, la population était de 452 habitants.

## Histoire
Au cours de l'été 1941, un Einsatzgruppen d'Allemands et de nationalistes lituaniens massacre la population juive de la ville voisine de Raseiniai et des environs. Plusieurs centaines de juifs sont assassinés dans des exécutions de masse. Une stèle est visible sur le site du charnier.